# Xã Winfrey, Quận Crawford, Arkansas
Xã Winfrey (tiếng Anh: Winfrey Township) là một xã thuộc quận Crawford, tiểu bang Arkansas, Hoa Kỳ. Năm 2010, dân số của xã này là 61 người.